# Rogers Centre
Rogers Centre (do 2005 SkyDome) – jeden z pierwszych na świecie stadionów z całkowicie odsłanianym dachem, znajdujący się w kanadyjskim mieście Toronto, zbudowany w 1989 roku. Miejsce spotkań baseballowej drużyny Blue Jays oraz futbolu kanadyjskiego drużyny Argonauts. 
Oprócz imprez sportowych stadion służy jako arena na wielkie koncerty gwiazd muzyki czy inne masowe imprezy. W 2000 roku w obiekcie odbyło się największe w historii spotkanie literackie. Autorka Harry’ego Pottera, J.K. Rowling, czytała fragmenty swojej powieści ponad 25-tysięcznemu tłumowi poprzebieranych za czarodziei dzieci i ich rodziców.
Ruchoma kopuła waży 11 tysięcy ton, ma możliwość całkowitego złożenia. Dach oprócz murawy, odsłania 91% wszystkich miejsc siedzących. Dach znajduje się na wysokości 93 metry nad powierzchnią murawy. Złożony jest z 4 części, z których jedna pozostaje zawsze na miejscu, druga obraca się o 180 stopni, a z pozostałymi dwoma składają się teleskopowo do przeciwległego końca. Proces złożenia lub rozłożenia dachu trwa ok. 20 minut. Poszczególne fragmenty usadowione są na 76 wózkach i są napędzane silnikami o mocy 10 KM każdy.
Stadion udostępnia specjalne loże z najlepszym widokiem na płytę stadionu, których wynajem kosztuje do 235 tysięcy dolarów rocznie. Stadion udostępnia ponadto sale konferencyjne, zaplecze odnowy biologicznej, pokój zabaw dla dzieci, kawiarnię Hard Rock Cafe, a także hotel Reinaissance Toronto, którego część apartamentów ma okna wychodzące na boisko, do wnętrza stadionu. Stadion udostępniony jest dla zwiedzających. Nietypowym wydarzeniem w historii obiektu były zorganizowane tutaj w 1993 roku halowe mistrzostwa świata w lekkoatletyce.

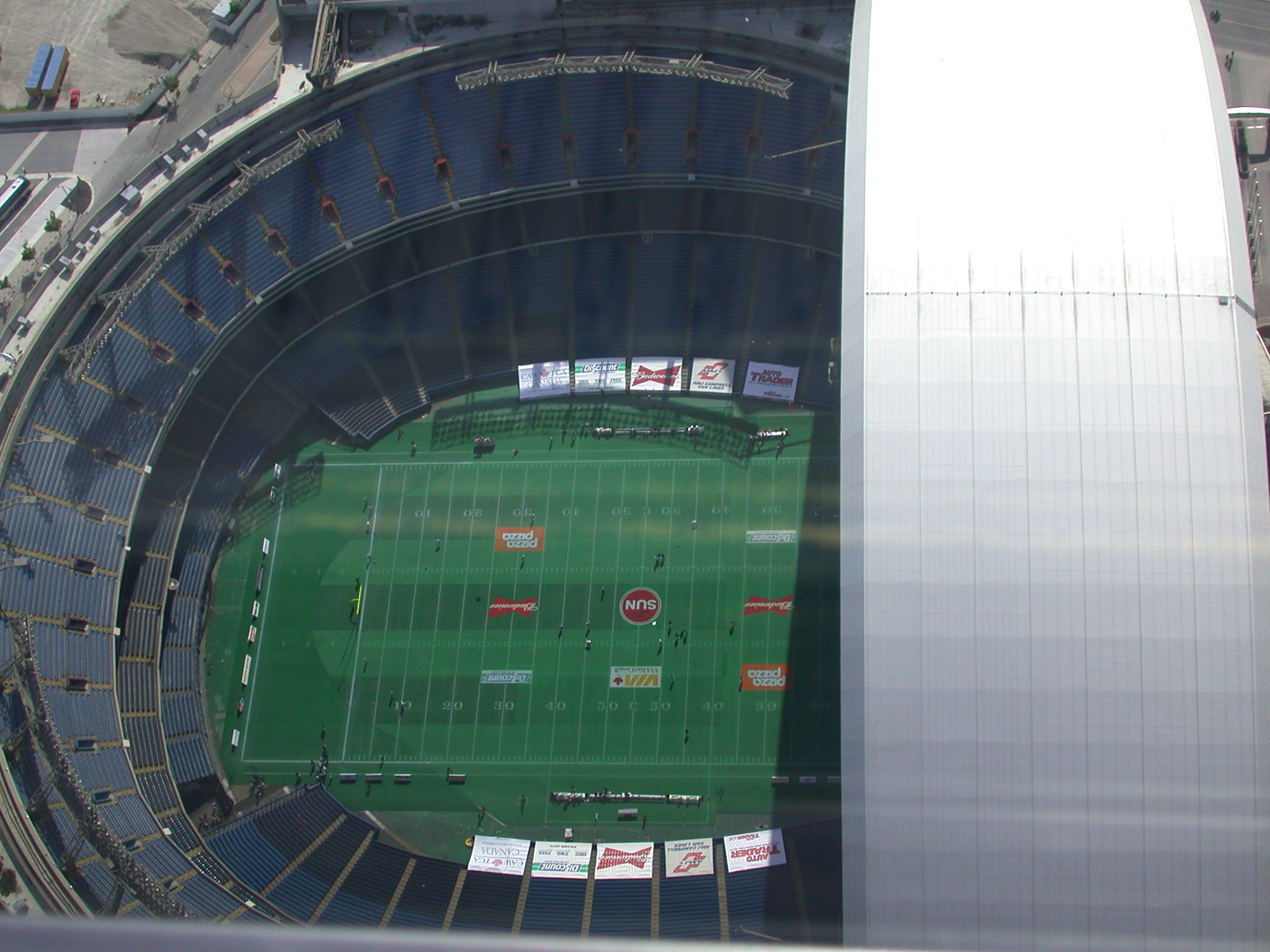
Widok na stadion z CN Tower.
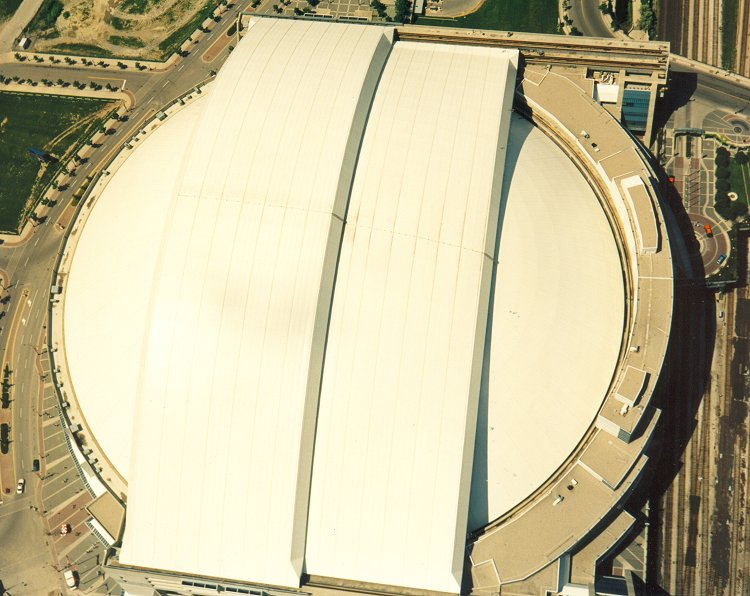
Widok na kopułę stadionu.
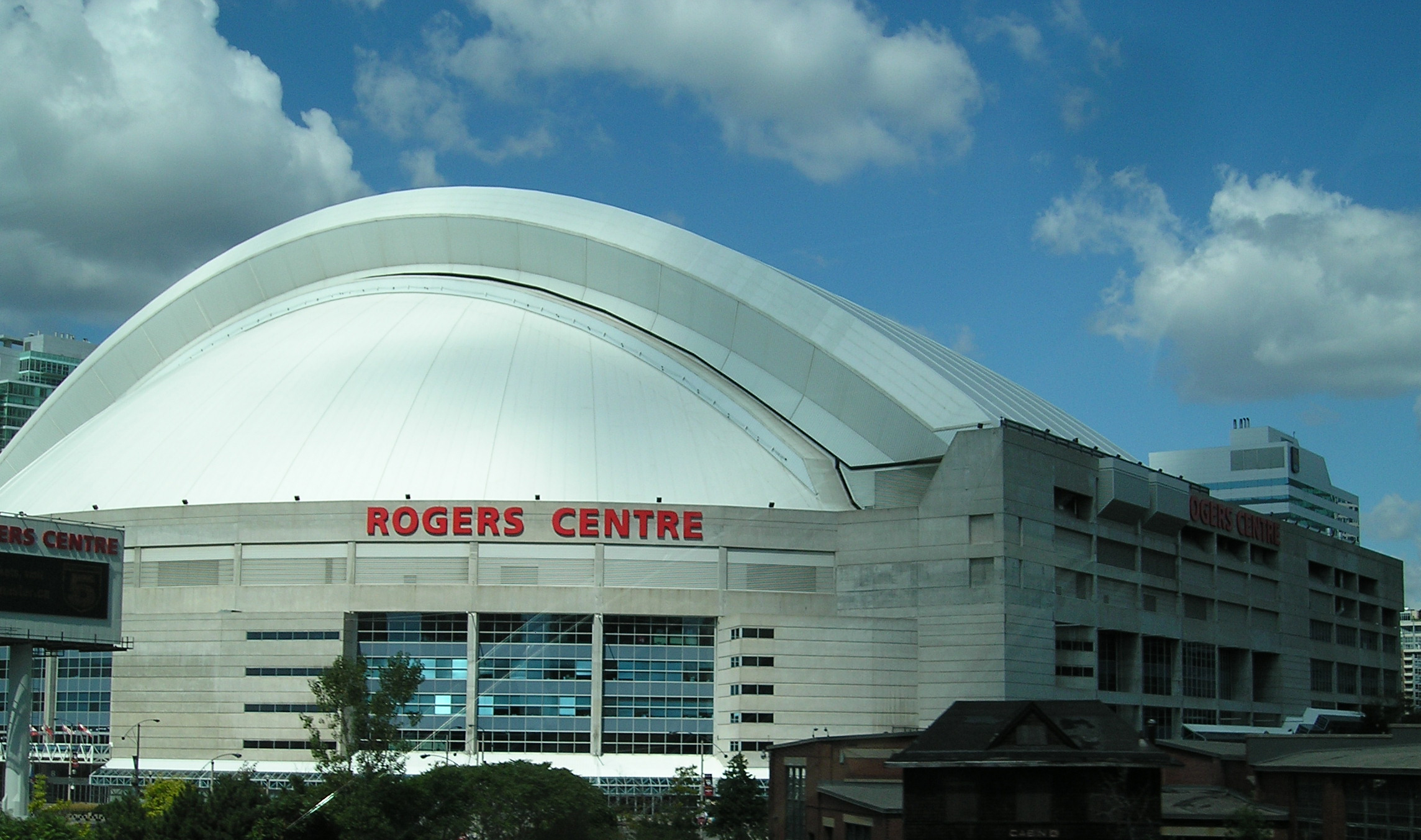
Rogers Centre z zewnątrz.